# Kup Hrvatske u odbojci za žene 2015.
Kup Hrvatske u odbojci za žene za 2015. godinu je osvojila Mladost iz Zagreba. 

Kup je igran u jesenskom dijelu sezone 2015./16.

## Rezultati

### 1. kolo
Prve utakmice su igrane 3. i 4. listopada, a uzvrati 21. listopada 2015. 
| klub1               | klub2                            | 1. ut | 2. ut |
| ------------------- | -------------------------------- | ----- | ----- |
| Drenova Rijeka      | Poreč                            | 0:3   | 0:3   |
| Nova Gradiška       | Mladost Zagreb                   | 1:3   | 1:3   |
| Brda Split          | Marina Kaštela (Kaštel Gomilica) | 0:3   | 0:3   |
| Rijeka CO           | Rovinj - Rovigno                 | 3:1   | 0:3   |
| Fortis Volta Zagreb | Vibrobeton Vinkovci              | 1:3   | 3:2   |
| Osijek 06           | Vukovar                          | 3:0   | 1:3   |
| Dubrovnik           | Kaštela DC (Kaštel Stari)        | 3:0   | 3:0   |

### Četvrtzavršnica
Prve utakmice igrane 4. studenog, a uzvrati 18. studenog 2015.
| klub1                     | klub2                            | 1. ut | 2. ut |
| ------------------------- | -------------------------------- | ----- | ----- |
| Osijek 06                 | Poreč                            | 3:1   | 1:3   |
| Vibrobeton Vinkovci       | Mladost Zagreb                   | 1:3   | 0:3   |
| Kaštela DC (Kaštel Stari) | Marina Kaštela (Kaštel Gomilica) | 1:3   | 2:3   |
| Azena Velika Gorica       | Rovinj - Rovigno                 | 0:3   | 0:3   |

### Završni turnir
Igrano 19. i 20. prosinca 2015. u Zagrebu u dvorani Dom odbojke - Bojan Stranić.
| klub1                            | rez.          | klub2                            |
| poluzavršnica                    | poluzavršnica | poluzavršnica                    |
| -------------------------------- | ------------- | -------------------------------- |
| Marina Kaštela (Kaštel Gomilica) | 3:0           | Rovinj - Rovigno                 |
| Osijek 06                        | 0:3           | Mladost Zagreb                   |
|                                  |               |                                  |
| za pobjednika                    |               |                                  |
| Mladost Zagreb                   | 3:2           | Marina Kaštela (Kaštel Gomilica) |